# Axiom
Axiom (z řec. axióma, to co se uznává) je tvrzení, které se předem pokládá za platné, a tudíž se nedokazuje. Podobný význam má slovo postulát.

## Matematika
Matematické teorie lze založit na soustavách axiomů (od nichž požadujeme, aby byly vnitřně bezesporné a nezávislé, tzn. aby daná skupina axiomů neobsahovala dva vzájemně si protiřečící axiomy a současně aby nebylo možné odvodit některý z axiomů z ostatních). Tuto metodu vytváření matematických teorií označujeme jako axiomatickou a takto vytvořenou teorii za teorii formální. Pro prokazování tvrzení ve formálních teoriích slouží tzv. formální důkaz. Existuje několik druhů formálních důkazů lišících se systémy pravidel pro dokazování. Tyto systémy se nazývají kalkuly – nejznámější jsou hilbertovský a gentzenovský kalkulus (přičemž první z nich je považován za základní logický kalkulus celé matematiky).
V širším pojetí se za axiomy považují základní předpoklady nějaké teorie, jejichž platnost je nutno ověřovat, ale toto ověřování může stát mimo hlavní zájem dané teorie. Například v teorii grup je jedním z axiomů předpoklad asociativity. Asociativitu algebraické struktury je nutno ověřovat, aby bylo možné výsledky teorie grup aplikovat, ovšem neasociativní struktury jsou z hlediska této teorie nezajímavé a asociativita studovaných struktur je tak v podstatě axiomem. Takové předpoklady může být přesnější označit spíše jako definice, než axiomy, ovšem způsob budování teorie je analogický axiomatickému systému.

## Motivace pro axiomatickou metodu
Důvodem pro používání axiomatických teorií byla vždy v historii snaha o co největší zpřesnění matematiky. Alternativou k axiomatické metodě je totiž matematika založená na geometrickém (či jiném) názoru a intuici. V tomto pojetí jsou některá tvrzení považována za natolik intuitivně zřejmá a jasná, že je není potřeba blíže zdůvodňovat. Příkladem může být tvrzení známé jako Bolzanova věta, které říká, že spojitá funkce, která nabývá alespoň jedné kladné a jedné záporné hodnoty, musí nabývat i hodnoty {\displaystyle 0}. Důkaz v takovém pojetí pak je vlastně jen návodem, podle něhož by si každý člověk měl být schopen na základě intuitivně zřejmých pozorování zdůvodnit platnost daného tvrzení. Toto pojetí s sebou ovšem nese řadu rizik – například tvrzení, které někomu přijde intuitivně zcela zřejmé, ještě nemusí být pravdivé.
Naproti tomu axiomatická metoda stanovuje, že pouze základní tvrzení nazývaná axiomy lze připustit bez důkazu. Výběr axiomů je při použití axiomatické metody jediným místem v celé matematické teorii, kde k důkazu tvrzení postačí názor a intuice. Kdokoli se rozhodne uznat výběr axiomů a odvozovacích pravidel v zkoumané teorii za správný, ten si již může být jistý platností každého tvrzení, které je z nich formálně odvozené.

## Historie
Nejstarší používání axiomů v matematice se datuje do starověkého Řecka. Řecký matematik Eukleidés ve svém díle Základy zavedl pět geometrických axiomů, pomocí nichž byl schopen logicky odvozovat všechny v té době známé geometrické pravdy. Tyto axiomy vstoupily do historie jako Euklidovy postuláty.
K novému rozvoji axiomatické metody došlo až v druhé polovině 19. století a na začátku století dvacátého. V této době byla axiomatizována i logika a došlo k vytvoření axiomatické teorie množin, která se stala teorií zahrnující celou tehdejší matematiku. Na této změně se nejvíce podíleli David Hilbert, Bertrand Russell, Kurt Gödel, Ernst Zermelo, Gerhard Gentzen, ale i mnozí další.

## Druhy axiomů
V matematické logice se rozlišují dva druhy axiomů – axiomy logické a vlastní axiomy nějaké teorie.

### Vlastní axiomy
Axiom teorie T v jazyce L je každá formule {\displaystyle \varphi } jazyka L taková, že {\displaystyle \varphi \in T} (tj. z formálního hlediska je tedy teorie množina svých (vlastních) axiomů). Takové formuli se také někdy říká vlastní axiom T.
Na vlastní axiomy teorií tedy nejsou kladeny žádné jiné požadavky než to, že musí jít o správně utvořené formule. Proto axiomatické teorie mohou být v podstatě také zcela libovolné. Zvlášť poznamenejme, že prázdná množina je také teorií (dokonce pro každý jazyk) – tato teorie se nazývá prázdná teorie.

### Logické axiomy
Logické axiomy vyjadřují základní pravidla rozumového odvozování. Jsou formulovány v jazyce bez mimologických symbolů a nevztahují se přímo k žádné konkrétní teorii. Jsou (v daném systému) pevně dány a přidávají se k vlastním axiomům každé teorie.
Seznam logických axiomů se liší jak pro různé logické kalkuly, tak pro tentýž kalkulus u různých autorů. Jednou z nejběžnějších definicí logických axiomů pro výrokovou logiku resp. predikátovou logiku prvního řádu je hilbertovský klasický kalkulus. Tento kalkulus je základním logickým kalkulem používaným v celé matematice. Jinou možností jak zvolit logické axiomy je gentzenovský kalkulus.